# Новослободское сельское поселение (Белгородская область)
Новослобо́дское се́льское поселе́ние — муниципальное образование в Корочанском районе Белгородской области.
Административный центр — село Новая Слободка.

## История
Новослободское сельское поселение образовано 20 декабря 2004 года в соответствии с Законом Белгородской области № 159.

## Население
| 2010  | 2011  | 2012  | 2013  | 2014  | 2015  | 2016  | 2017  | 2018  |
| ----- | ----- | ----- | ----- | ----- | ----- | ----- | ----- | ----- |
| 1214  | ↘1212 | ↘1195 | ↗1206 | ↘1187 | ↗1204 | ↘1191 | ↗1209 | ↗1221 |
| 2019  | 2020  | 2021  |       |       |       |       |       |       |
| ↘1211 | ↘1204 | ↘910  |       |       |       |       |       |       |

## Состав сельского поселения
| № | Населённый пункт | Тип населённого пункта       | Население |
| - | ---------------- | ---------------------------- | --------- |
| 1 | Александровка    | село                         | →0        |
| 2 | Должик           | хутор                        | ↘65       |
| 3 | Коломыцево       | хутор                        | ↗59       |
| 4 | Меркуловка       | хутор                        | ↘15       |
| 5 | Новая Слободка   | село, административный центр | ↗846      |
| 6 | Самойловка       | село                         | →74       |
| 7 | Свиридово        | хутор                        | ↗10       |
| 8 | Холодное         | хутор                        | ↘85       |
| 9 | Шутово           | хутор                        | ↗60       |